# Maria Walpole
Titres
Comtesse Waldegrave
15 mai 1759 – 28 avril 1763
(3 ans, 11 mois et 13 jours)
Duchesse de Gloucester et d'Édimbourg
6 septembre 1766 – 25 août 1805
(38 ans, 11 mois et 19 jours)
Maria Walpole, duchesse de Gloucester et d'Édimbourg, née le 10 juillet 1736 et morte le 22 août 1807, est comtesse Waldegrave de 1759 à 1767 par son mariage avec James Waldegrave, et membre de la famille royale britannique à partir de son mariage en 1766 avec le prince William Henry de Grande-Bretagne.

## Jeunesse

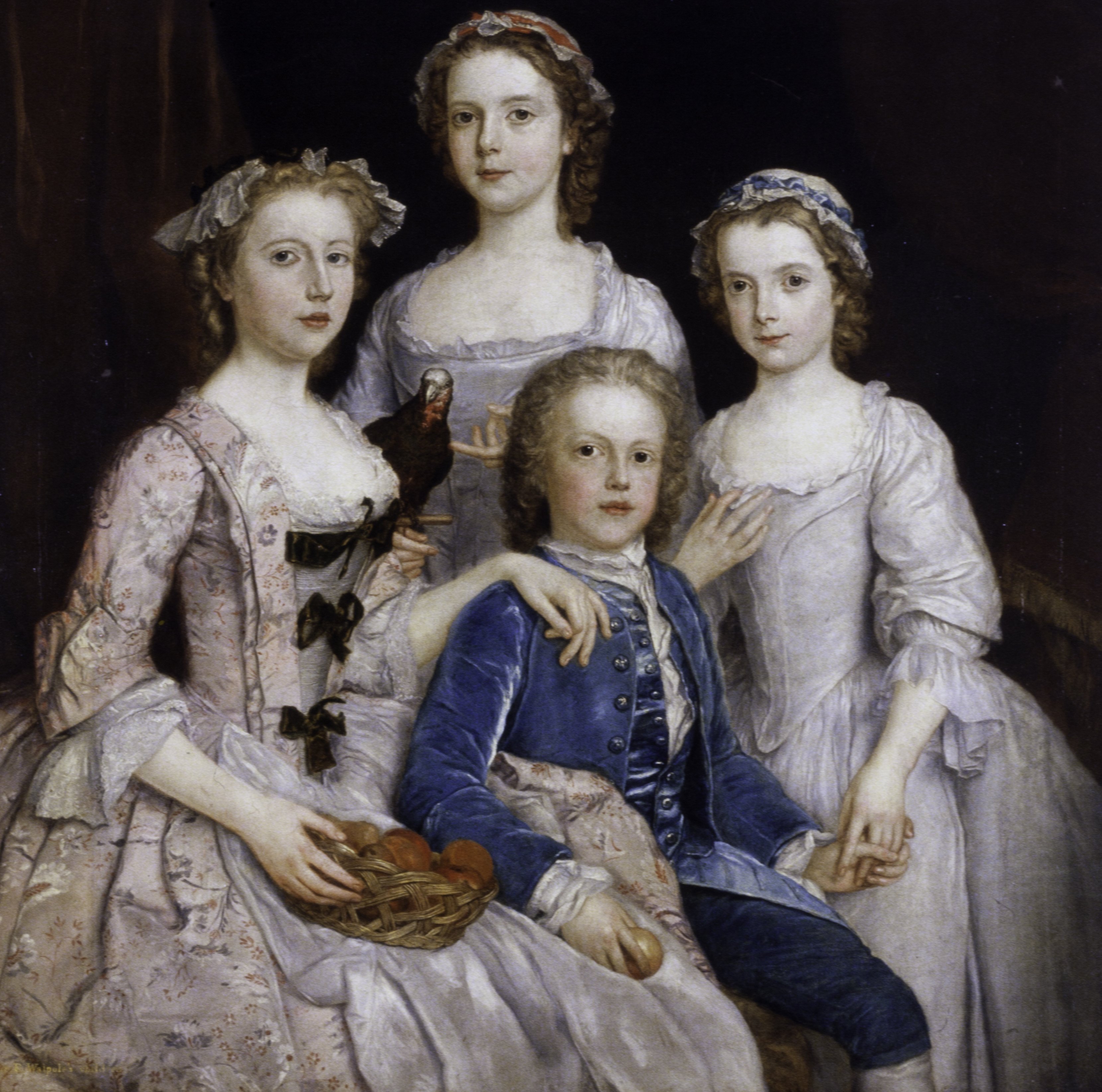
Laura, Maria, Charlotte et Edward Walpole

Maria Walpole est la fille d'Edward Walpole et de Dorothy Clement. Son grand-père est Robert Walpole, considéré comme le premier Premier ministre du Royaume-Uni (1721-1741). Elle grandit à Frogmore House à Windsor, mais ses parents ne sont pas mariés et son statut illégitime entrave sa position sociale malgré ses liens familiaux. 

## Premier mariage

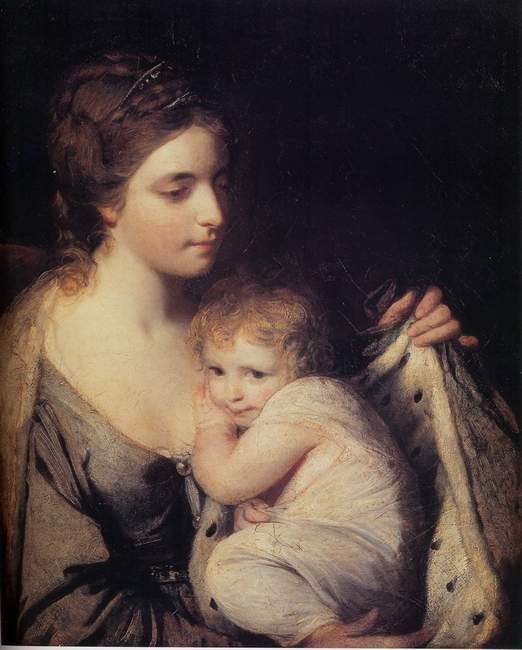
Maria et sa fille Elizabeth par Sir Joshua Reynolds, 1761.

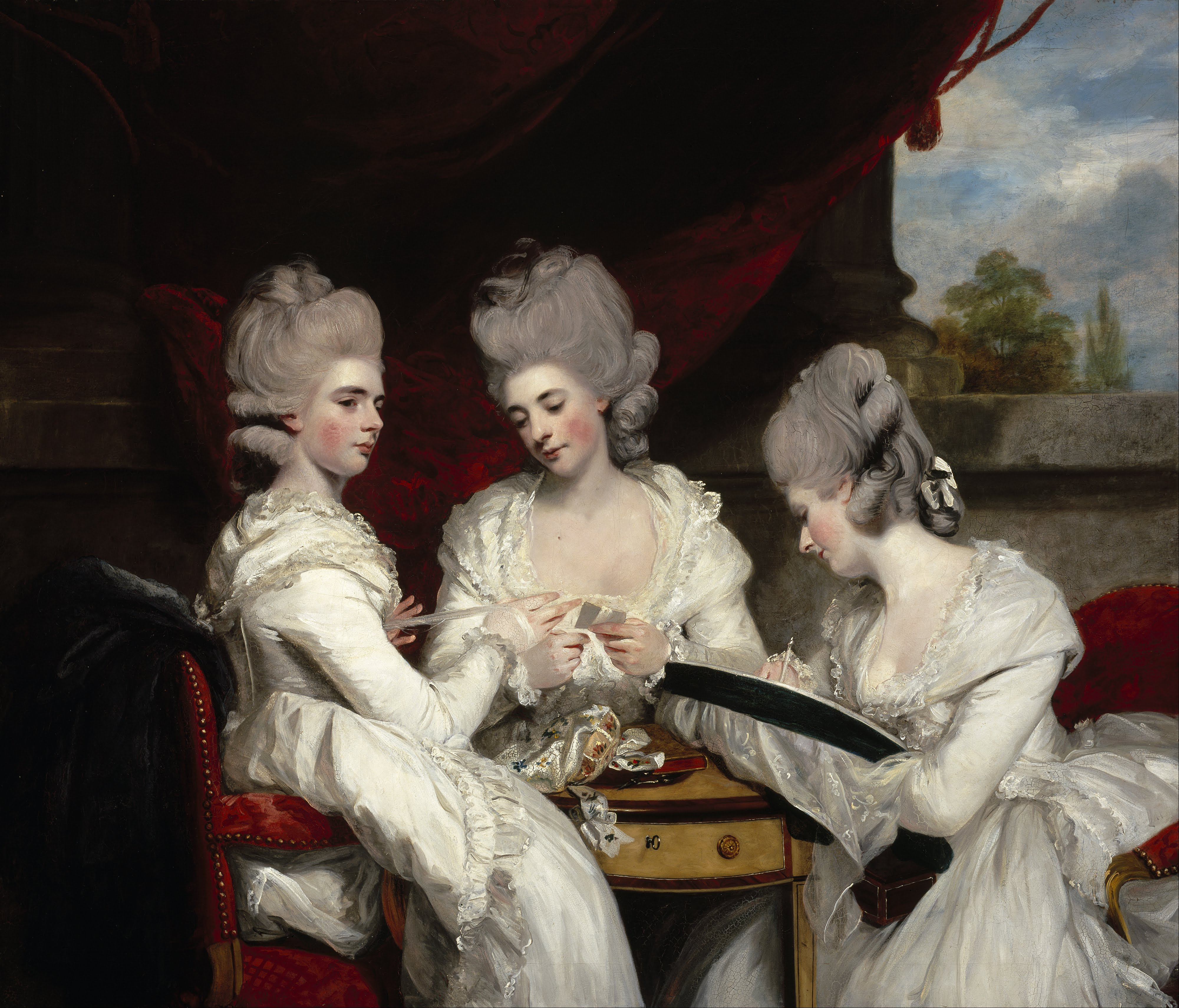
The Ladies Waldegrave de Sir Joshua Reynolds (de gauche à droite : Charlotte, Elizabeth et Anna).

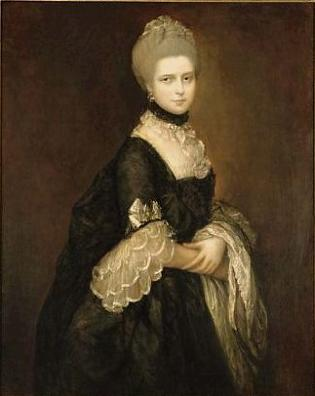
Maria (en deuil), par Gainsborough.

Le 15 mai 1759, elle épouse le comte James Waldegrave qui décède le 28 avril 1763. Ils ont eu trois enfants : 
- Lady Élisabeth Waldegrave (1760-1816) épouse son cousin germain le 4e comte Waldegrave ,
- Lady Charlotte Waldegrave (1761-1808) épouse le futur 4e duc de Grafton ,
- Lady Anna Waldegrave (1762-1801) épouse Lord Hugh Seymour, fils du 1er marquis de Hertford . Anna et Hugh sont les arrière-grands-parents de Charles Spencer, 6e comte Spencer, qui est l'arrière-grand-père de Diana Spencer.

Il existe un portrait de Maria datant de 1764-65, peint peu après la mort de son mari par Joshua Reynolds, qui est exposé à la Dunedin Public Art Gallery. Elle lui commande également en 1780 The Ladies Waldegrave, portrait de groupe des trois fille issues de son premier mariage.

## Second mariage
Le 6 septembre 1766, elle épouse le prince William Henry de Grande-Bretagne, en son domicile de Pall Mall, à Londres. Le duc est le frère du roi George III. Le mariage est célébré en secret car la famille royale britannique n'aurait pas approuvé un mariage entre un prince et une veuve de rang non royal et de naissance illégitime. Ils vivent à St Leonard's Hill à Clewer, près de Windsor, et ont trois enfants : 
- Sophie de Gloucester (1773-1844),
- Caroline de Gloucester (1774-1775), décédée à l'âge de neuf mois des suites d'une vaccination contre la variole[1],
- William Frederick, duc de Gloucester et d'Édimbourg (1776-1834).

Le mariage avec une roturière de l'autre frère du duc, le duc de Cumberland, conduit à l'adoption de la loi sur les mariages royaux de 1772, qui oblige tous les descendants de George II à demander l'approbation du souverain avant le mariage. Ce n'est qu'en septembre 1772, cinq mois après l'adoption de la loi, que le roi prend connaissance du mariage du prince William avec Maria. Les dispositions de la loi ne pouvant être appliquées rétroactivement, le mariage de Maria et du duc est donc considéré comme valide. Cependant, en raison de la colère de son beau-frère à propos de son mariage, elle n'est jamais reçue à la cour.

## Titres et prédicats
- 10 juillet 1736 - 15 mai 1759 : Maria Walpole
- 15 mai 1759-28 avril 1763 : La très honorable comtesse Waldegrave
- 28 avril 1763 - 6 septembre 1766 : La très honorable comtesse douairière Waldegrave
- 6 septembre 1766 - 25 août 1805 : Son Altesse Royale la duchesse de Gloucester et d'Édimbourg
- 25 août 1805 - 22 août 1807 : Son Altesse Royale la duchesse douairière de Gloucester et d'Édimbourg